# Heinrich Hemme
Heinrich Hemme (* 5. November 1955 in Nordhorn) ist ein deutscher Physiker, Hochschullehrer an der FH Aachen und Autor.

## Leben
Hemme studierte von 1979 bis 1984 Physik in Osnabrück und promovierte in diesem Fach 1987 mit einer Arbeit über Anisotrope magnetooptische Wellenleiter und ihre Anwendungen. Von 1988 bis 1993 war er Wissenschaftler in den Forschungslaboratorien der Firma Philips in Hamburg und Aachen. Seit 1993 lehrt er als ordentlicher Professor an der FH Aachen. Sein Arbeitsschwerpunkt liegt auf dem Gebiet der Integrierten Magnetooptik.
Heinrich Hemme ist Autor zahlreicher meist populärwissenschaftlicher Artikel und Bücher im Bereich der Mathematik und Physik. Die Wissenschaftskolumne Cogito mit mathematischen Rätseln in der Zeitschrift Bild der Wissenschaft wird beispielsweise regelmäßig von ihm verfasst. Daneben hat er eine wöchentliche Kolumne mit mathematischen Rätseln in den Aachener Nachrichten und der Aachener Zeitung, die jeweils samstags im Magazin-Teil der beiden Zeitungen erscheint.

## Publikationen (Auswahl)
- Das Ei des Kolumbus und weitere hinterhältige Knobeleien.  Rowohlt-Taschenbuch-Verlag, Reinbek 2004, ISBN 3-499-61927-X.
- Die Palasträtsel. Denksportaufgaben aus dem Reich Karls des Großen. Anaconda Verlag, Köln 2010, ISBN 978-3-86647-509-0.
- Heureka! Mathematische Rätsel mit überraschenden Lösungen. Anaconda Verlag, Köln 2012, ISBN 978-3-86647-730-8.
- Kopfnuss: 101 mathematische Rätsel aus vier Jahrtausenden und fünf Kontinenten. Beck Verlag, München 2013, ISBN 978-3-406-63704-9.
- Das große Buch der mathematischen Rätsel. Anaconda Verlag, Köln 2013, ISBN 978-3-7306-0007-8.
- Das große Buch der Paradoxien. Anaconda Verlag, Köln 2018, ISBN 978-3-7306-0569-1.
- Die magischen Vierecke: Rätsel und Knobeleien aus 1001 Nacht. Anaconda Verlag, Köln 2019, ISBN 978-3-7306-0694-0.
- 100 physikalische Kopfnüsse. Anaconda Verlag, Köln 2019, ISBN 978-3-7306-0765-7.
- Die Quadrate des Teufels. Anaconda Verlag, Köln 2020, ISBN 978-3-7306-0891-3.
- Das Hexen-1x1. 100 mathematische Rätsel mit ausführlichen Lösungen. Anaconda Verlag, Köln 2020, ISBN 978-3-7306-0825-8.
- Der 12-beinige Esel. 93 mathematische Rätsel mit ausführlichen Lösungen. Anaconda Verlag, Köln 2022, ISBN 978-3-7306-1153-1.